# Металлург (стадион, Новотроицк)
«Металлу́рг» — футбольный стадион возле Дворца культуры металлургов и парка металлургов в городе Новотроицке. Домашняя арена футбольного клуба «Носта».

## Описание
Стадион на 6060 мест с естественным газоном. На базе стадиона действует детско-юношеская спортивная школа № 2.

## История
В начале 1950-х годов футболисты Новотроицка заговорили о необходимости стадиона в городе. До 1956 года действовал временный стадион, представлявший из себя футбольное поле.
Стадион Орско-Халиловского металлургического комбината построен к 1956 году, при участии главного архитектора города Н. И. Тильман, и принят в эксплуатацию 14 ноября 1956 года. Весной 1957 года открыты беговые дорожки стадиона.